# Evangelische Kirche (Reddingshausen)

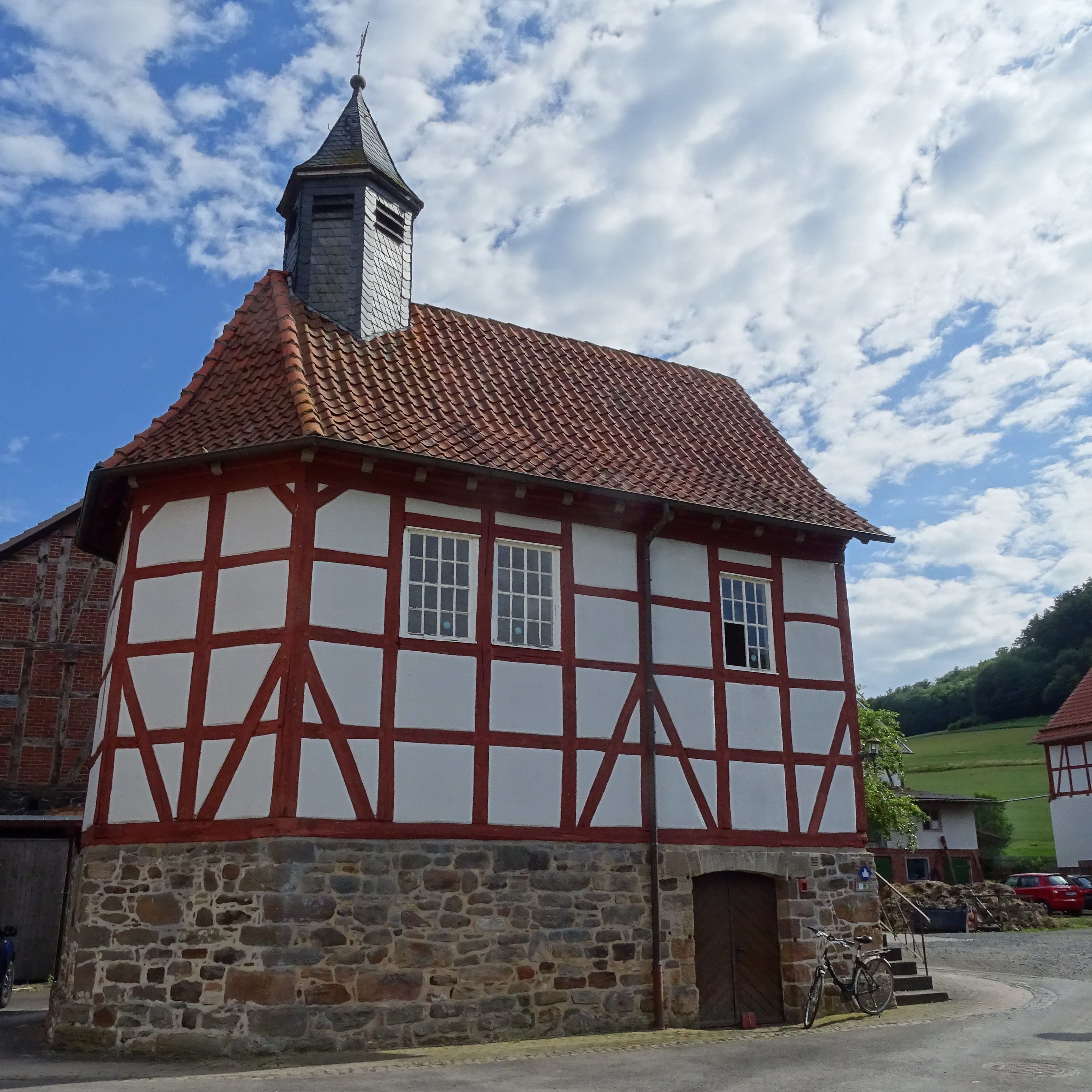
Evangelische Kirche in Reddingshausen

Die evangelische Kirche Reddingshausen ist ein denkmalgeschütztes Kirchengebäude, in Reddingshausen, einem Ortsteil der Gemeinde Knüllwald im Schwalm-Eder-Kreis in Hessen. Die Filialkirche gehört zur Kirchengemeinde Remsfeld im Kirchenkreis Schwalm-Eder im Sprengel Marburg der Evangelischen Kirche von Kurhessen-Waldeck. Sie wird auch als Radfahrerkirche genutzt.

## Beschreibung
Die Saalkirche mit dreiseitigem Schluss wurde 1603 erbaut. Wegen Überschwemmungsgefahr wurde das Kirchenschiff aus Holzfachwerk in Ständerbauweise über dem Kellergeschoss aus Bruchsteinen gebaut. Aus dem Satteldach des Kirchenschiffs erhebt sich im Osten ein sechseckiger, schiefergedeckter, mit einem Zeltdach bedeckter Dachreiter, der hinter den Klangarkaden den Glockenstuhl beherbergt, in dem seit 1954 eine Kirchenglocke hängt. Der Innenraum ist mit einer Flachdecke überspannt, die längst von einem Unterzug getragen wird. Zur Kirchenausstattung gehören ein Tischaltar, ein Kruzifix an der Wand hinter ihm und ein Ambo.